# Marsupella ramosa
Marsupella ramosa là một loài Rêu trong họ Gymnomitriaceae. Loài này được K. Müller mô tả khoa học đầu tiên..